# Rudolf Bäumer (Theologe)
Rudolf Bäumer (* 17. November 1912 in Heimsen; † 10. April 1993 in Minden) war ein deutscher evangelischer Theologe und Vorsitzender der Bekenntnisbewegung Kein anderes Evangelium.

## Leben
Er war ein Sohn des Pfarrers Friedrich Wilhelm Heinrich Bäumer (1871–1944) und Vetter des Theologen Martin Niemöller. Er wuchs auf in Ibbenbüren und machte sein Abitur am Gymnasium Dionysianum in Rheine. 1947 wurde er Pfarrer in Ibbenbüren, 1958 Leiter des Evangelischen Mädchenwerkes in Westfalen mit Sitz in Dortmund und 1963 bis 1979 Pfarrer in Espelkamp. Dort war er auch Leiter des „Ludwig-Steil-Hofes“ für Aussiedler und langjähriger Leiter des evangelisch-kirchlichen Blaukreuz-Werkes für Suchtgefährdete.
In den fünfziger und sechziger Jahren engagierte er sich zunehmend in dem Streit um Rudolf Bultmanns Forderung nach einer Entmythologisierung des Neuen Testaments. Im Zentrum dieser Forderung Bultmanns standen die Frage nach der Auferstehung Jesu sowie die Christologie (Deutung der Person Jesu). Bäumer wurde 1966 neben Peter Beyerhaus, Paul Deitenbeck, Gerhard Bergmann, Walter Künneth und Wilhelm Busch Mitbegründer der Bekenntnisbewegung Kein anderes Evangelium. 1967 verfasste er zusammen mit Künneth die „Düsseldorfer Erklärung“ zur Christologie und wirkte auch bei der Berliner Ökumene-Erklärung 1974 mit.
Gemeinsam mit Prof. Dr. Walter Künneth gründete er am 31. März 1969 den „Theologischen Konvent der Konferenz Bekennender Gemeinschaften in den evangelischen Kirchen Deutschlands“, der sich kritisch mit Ideologien der Gegenwart beschäftigt. 1973 war Bäumer Mitgründer und anschließend erster Vorsitzender des Gemeindetags unter dem Wort.

## Werke
- Kein anderes Evangelium. Bericht über die Bekenntnis-Kundgebung am 6. März 1966 in Dortmund, hg. von Rudolf Bäumer, Wuppertal 1966.
- Nötig wie vor 20 Jahren, die Bekenntnisbewegung „Kein anderes Evangelium“: Festansprache des Vorsitzenden dieser Bewegung, Pastor Rudolf Bäumer (Rahden bei Minden) aus Anlass ihres 20-jährigen Bestehens am 15. März 1986 in Dortmund. Evangelische Nachrichtenagentur idea, Wetzlar 1986.
- Altar und Zimbelstern: kleiner alphabetischer Rundgang durch unsere Kirchen. Claudius, München 1971.
- Ich kenne meine Kirche: kleines ABC unserer Gotteshäuser. Aussaat-Verlag, Wuppertal 1965.
- Weg und Zeugnis: Bekennende Gemeinschaften im gegenwärtigen Kirchenkampf 1965–1980; herausgegeben aus Anlass des 10-jährigen Bestehens der Konferenz Bekennender Gemeinschaften in den evangelischen Kirchen Deutschlands. Verlag der Liebenzeller Mission, Bad Liebenzell [u. a.]: 1981.
- Sexual-Erziehung in der Schule? Rechtsgutachten zu vorliegenden Gerichtsurteilen, hg. v. Rudolf Bäumer, Evangelium und Gesellschaft Bd. 1, Wuppertal 1981.